# Stadio comunale di Chaves
Lo Estádio Municipal Eng. Manuel Branco Teixeira è uno stadio di calcio situato a Chaves, in Portogallo. Fu inaugurato nel 1949.